# 1659 az irodalomban
Az 1659. év az irodalomban.

## Új művek
- november 18. – Molière színtársulatával bemutatja Párizsban a Kényeskedők (Les précieuses ridicules) című vígjátékát.

## Halálozások
- december 31. – Apáczai Csere János filozófiai és pedagógiai író, kálvinista teológus, a magyar művelődés, tudományosság és nevelésügy úttörője, az első magyar enciklopédista (* 1625)